# 皮奥伊州阿孙桑
皮奥伊州阿孙桑（葡萄牙語：Assunção do Piauí）是巴西皮奥伊州的一个市镇。总面积1690.716平方公里，总人口8011人，人口密度4.7人/平方公里。